# Franz Fidel Bröchin

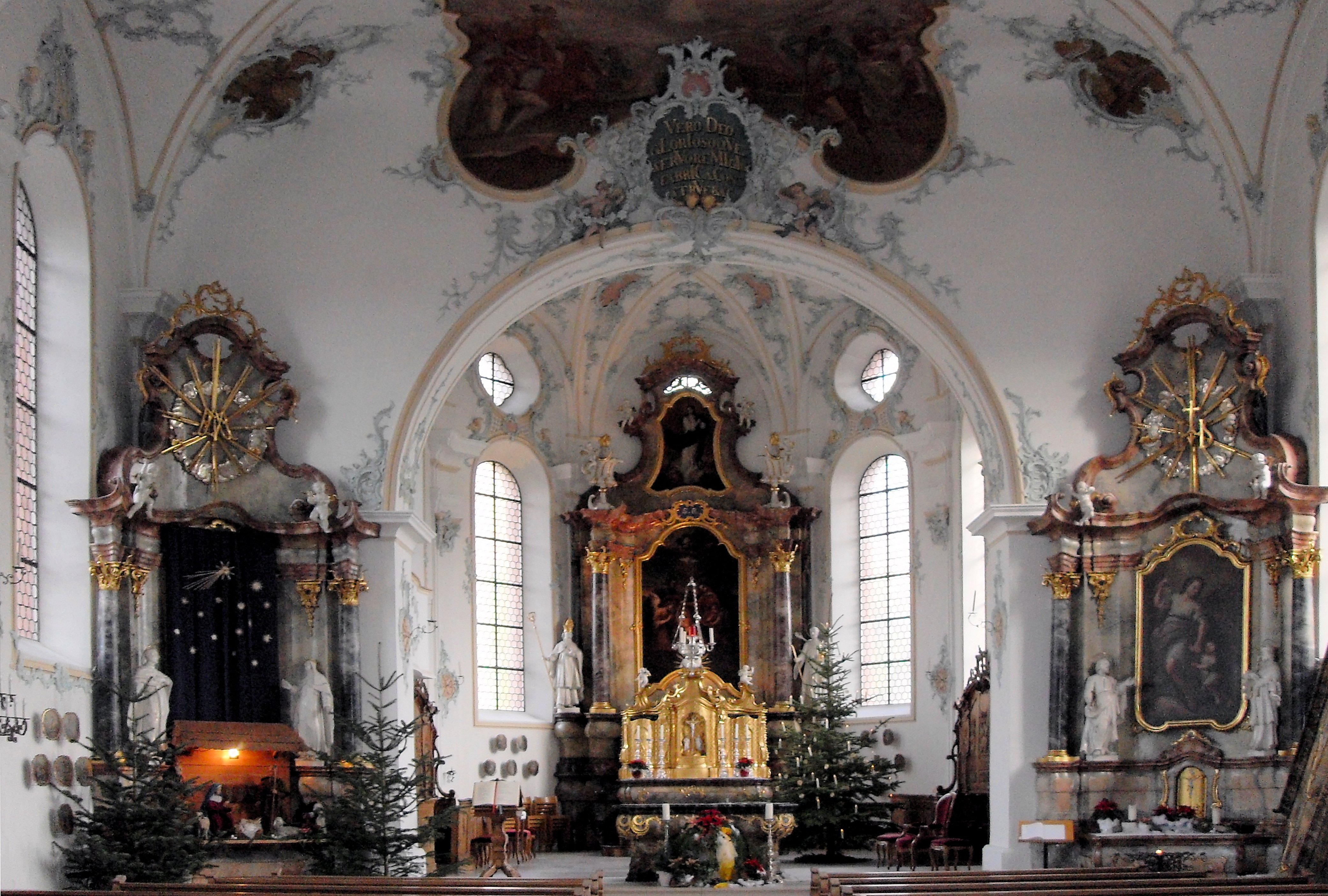
Deckenfresken Franz Fidel Bröchins in St. Remigius in Mettau

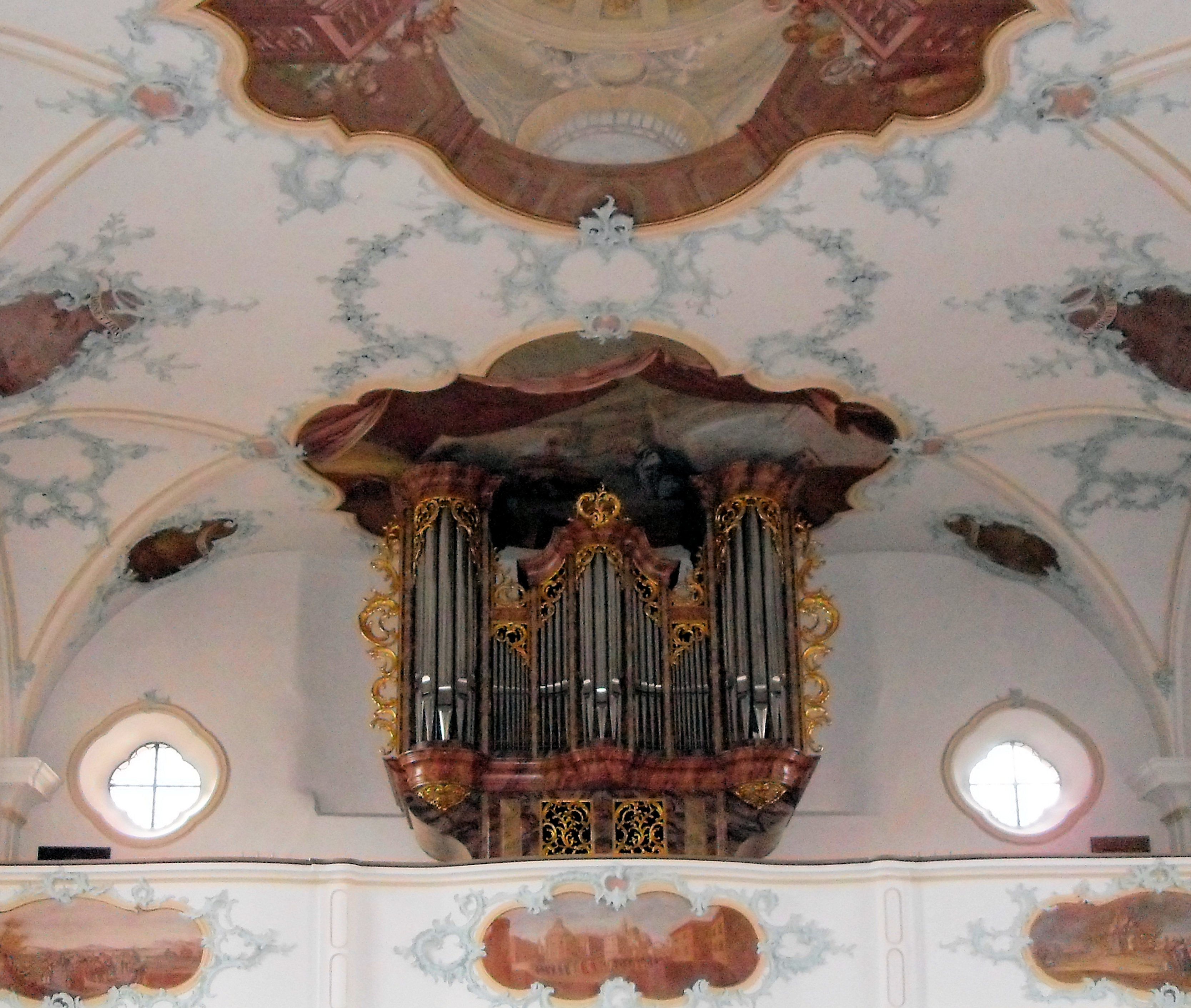
Deckenfresken Franz Fidel Bröchins in St. Remigius in Mettau

Franz Fidel Bröchin (* 5. April 1736 in Rheinfelden AG; † 24. August 1799 ebenda) war ein Schweizer Kirchenmaler des Rokoko.

## Leben
Franz Fidel Bröchin entstammte einer im vorderösterreichischen Rheinfelden ansässigen Familie. Über die Lebensumstände ist wenig bekannt. Stilistisch steht er als Freskant Franz Joseph Spiegler nahe, zeigt gleichzeitig auch Wiener Einflüsse. In Minseln legte er für die Ausmalung der Kirche St. Peter und Paul einen Kostenvoranschlag  von 500 Gulden vor und unterlag dem wesentlich günstigeren Konkurrenten Gotthard Hilzinger aus Waldshut. In den 1760er und 1770er Jahren malte er in Kooperation mit den Vorarlberger Stuckateuren Lucius Gams und Johann Martin Fröwis Kirchen im Aargau, am deutschen Hochrhein und im Bodenseegebiet aus. Bröchins Hauptwerk sind die Fresken von St. Remigius in Mettau, die zu den besten Arbeiten ihrer Zeit am Hochrhein gezählt werden dürfen.

## Werke
- Vergoldungen und Zierrat am Hochaltar in der Pfarrkirche St. Peter und Paul von Minseln, 1762/1763
- Wand- und Deckenfresken in der St.-Martins-Kirche (Rheinfelden AG), 1769/1772
- Deckenfresken in der Pfarrkirche St. Remigius in Mettau, 1773/1776